# Recrotzon
 (octobre 2012).
Si vous disposez d'ouvrages ou d'articles de référence ou si vous connaissez des sites web de qualité traitant du thème abordé ici, merci de compléter l'article en donnant les références utiles à sa vérifiabilité et en les liant à la section « Notes et références ».
Le Recrotzon est une fête villageoise dans le canton de Fribourg se déroulant généralement une semaine (ou deux si cela tombe sur le Jeûne Fédéral) après la Bénichon. Les activités (menu, danse, cortèges...) sont identiques à celles de la Bénichon.

## Étymologie
Le mot Recrotzon vient sans doute du patois fribourgeois et signifierait quelque chose comme « encore une fois » ou « on remet ça ! ». 

## Histoire
Il y a plusieurs dizaines d'années, chaque village qui organisait la Bénichon organisait aussi un Recrotzon. Aujourd'hui seuls quelques villages perpétuent la tradition. Notamment à Châtel-Saint-Denis, dans le sud du canton.